# Мали на Светском првенству у атлетици на отвореном 2019.
Мали је учествовао на 17. Светском првенству у атлетици на отвореном 2019. одржаном у Дохи од 27. септембра до 6. октобра седамнаести пут, односно учествовао је на свим првенствима до данас. Репрезентацију Малија представљао је 1 атлетичар који се такмичио у трци на 200 метара,
На овом првенству такмичар Мали није освојио ниједну медаљу нити је постигао неки резултат.

## Учесници
Мушкарци:
- Фоде Сисоко — 200 м

## Резултати

### Мушкарци
| Атлетичар   | Дисциплина | Лични рекорд | Квалификације | Квалификације | Полуфинале           | Полуфинале           | Финале               | Финале       | Детаљи |
| Атлетичар   | Дисциплина | Лични рекорд | Резултат      | Место         | Резултат             | Место                | Резултат             | Место        | Детаљи |
| ----------- | ---------- | ------------ | ------------- | ------------- | -------------------- | -------------------- | -------------------- | ------------ | ------ |
| Фоде Сисоко | 200 м      | 20,52        | 21,30         | 7. у гр. 1    | Није се квалификовао | Није се квалификовао | Није се квалификовао | 45 / 50 (53) |        |